# Stazione meteorologica di Carpineto Romano
La stazione meteorologica di Carpineto Romano è la stazione meteorologica di riferimento relativa alla località di Carpineto Romano.

## Coordinate geografiche
La stazione meteorologica è situata nell'Italia centrale, in provincia di Roma, nel comune di Carpineto Romano, a 560 metri s.l.m. e alle coordinate geografiche 41°36′N 13°05′E.

## Dati climatologici
Secondo i dati medi del trentennio 1961-1990, la temperatura media del mese più freddo, gennaio, è di +5,7 °C, mentre quella del mese più caldo, agosto, si attesta a +22,7 °C.
Le precipitazioni medie annue, superiori ai 1.700 mm e distribuite mediamente in 116 giorni, presentano un picco molto accentuato in autunno, massimi secondari in inverno e primavera ed un minimo relativo estivo .
| Carpineto Romano    | Mesi | Mesi | Mesi | Mesi | Mesi | Mesi | Mesi | Mesi | Mesi | Mesi | Mesi | Mesi | Stagioni | Stagioni | Stagioni | Stagioni | Anno  |
| Carpineto Romano    | Gen  | Feb  | Mar  | Apr  | Mag  | Giu  | Lug  | Ago  | Set  | Ott  | Nov  | Dic  | Inv      | Pri      | Est      | Aut      | Anno  |
| ------------------- | ---- | ---- | ---- | ---- | ---- | ---- | ---- | ---- | ---- | ---- | ---- | ---- | -------- | -------- | -------- | -------- | ----- |
| T. max. media (°C)  | 8,4  | 9,2  | 12,3 | 15,5 | 19,8 | 24,5 | 27,4 | 27,5 | 23,4 | 17,8 | 12,7 | 10,0 | 9,2      | 15,9     | 26,5     | 18,0     | 17,4  |
| T. min. media (°C)  | 3,0  | 2,9  | 4,9  | 7,6  | 11,1 | 15,0 | 17,6 | 17,9 | 15,1 | 10,7 | 6,8  | 4,6  | 3,5      | 7,9      | 16,8     | 10,9     | 9,8   |
| Precipitazioni (mm) | 211  | 185  | 162  | 151  | 113  | 56   | 44   | 18   | 77   | 151  | 274  | 279  | 675      | 426      | 118      | 502      | 1 721 |
| Giorni di pioggia   | 14   | 12   | 12   | 12   | 11   | 6    | 4    | 2    | 7    | 9    | 14   | 13   | 39       | 35       | 12       | 30       | 116   |